# Corre, corre
Corre, corre es el título del tercer álbum y último en estudio del grupo Leño, publicado en 1982 por el sello Chapa/Zafiro antes de la disolución del grupo. La edición española de la revista Rolling Stone lo incluyó como el 19.ª mejor álbum del rock español. La revista Efe Eme, en una selección elaborada por casi treinta críticos especializados, posicionó a Corre, corre como el 129.º mejor álbum del rock español.

## Lista de canciones
| Lado A |                              |                                                                          |          |  |
| N.º    | Título                       | Escritor(es)                                                             | Duración |  |
| 1.     | «¡Corre, Corre!»             | Rosendo Mercado / Tony Urbano / Ramiro Penas                             | 3:23     |  |
| 2.     | «Sorprendente»               | Rosendo Mercado / Tony Urbano / Ramiro Penas                             | 4:05     |  |
| 3.     | «No Se Vende El Rock & Roll» | Rosendo Mercado / Tony Urbano / Ramiro Penas                             | 3:09     |  |
| 4.     | «La Fina»                    | Rosendo Mercado / Tony Urbano / Ramiro Penas                             | 4:49     |  |
| 5.     | «¡Que Tire La Toalla!»       | Rosendo Mercado / Tony Urbano / Ramiro Penas                             | 4:10     |  |
| 6.     | «Entre Las Cejas»            | Rosendo Mercado / Tony Urbano / Ramiro Penas / Miguel Ángel Campos López | 3:30     |  |
| 7.     | «No lo entiendo»             | Rosendo Mercado / Tony Urbano / Ramiro Penas                             | 3:26     |  |
| 8.     | «¡Qué Desilusión!»           | Rosendo Mercado / Tony Urbano / Ramiro Penas                             | 3:42     |  |

## Músicos
- Rosendo Mercado: Guitarra y voz
- Ramiro Penas: Batería y coros
- Tony Urbano: Bajo y coros

## Créditos
- Grabado en Kingsway records y mezclado en Air Studios de Londres en el mes de febrero de 1982,
- Director de grabación: Carlos Narea.
- Técino de grabación: Bob Broglia.
- Ayudante de grabación y sonido directo: Manolo Camacho.
- Técnico de mezclas: Steve Churchyard.
- Ayudante de mezclas: Phillipe.
- Diseño: Manuel Cuevas.
- Fotografía: Óscar Vallina.
- Corte de acetatos: Kevin Metcalfe.